# Jörgen Kock

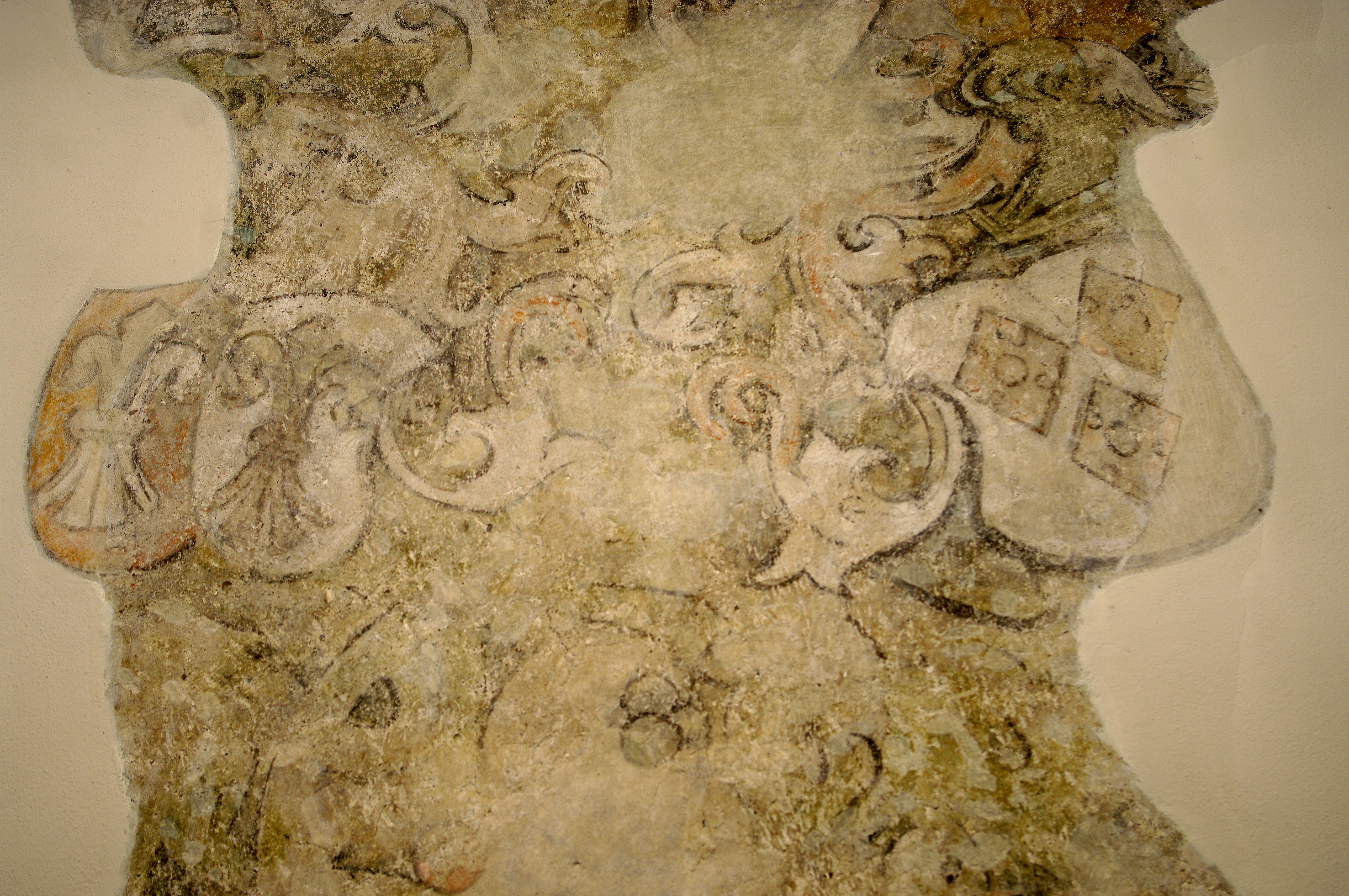
Jörgen Kocks adelsvapen till vänster och hustrun Citzes vapen till höger. Fragment av kalkmålning från Kockska huset.

Jörgen Kock, född 1487 i Westfalen, död 1556, var en framgångsrik borgmästare och myntmästare i Malmö. Under Kocks ledning kom Malmö att uppleva en storhetstid.

## Biografi
Jörgen kom troligtvis från Westfahlen i Tyskland eftersom samtida krönikörer kallar honom för "vestphalus". Första gången han omtalas i Danmark är i Malmö 1517. Året därpå blev han kung Kristian II:s myntmästare på Malmöhus då han efterträdde den förre myntmästaren Dines Blicher. Han var gift med Citze Kortsdatter som tidigare varit gift med den rike köpmannen Walter Kniphof i Köpenhamn. Han blev därigenom styvfar till Claus Kniphof.
Bevarade räkenskaper visar att Jörgen under perioden påsken 1518 till april 1523 levererat slagna mynt till ett värde av över en halv miljon mark. I juni 1520 var Jörgen personligen på det av Kristian II intagna slottet Tre Kronor i Stockholm och fick mottaga en betydande mängd indrivet silver. Den sista myntningen 1523 på nära 42.000 mark gick till kungen som tog med dessa på sin landsflykt för att köpa en legohär som skulle hjälpa honom att återta Danmark. Samma år blev han också borgmästare i Malmö och lovade att hålla staden för kungens räkning.
1522 förvärvade Jörgen Kock en stor fastighet invid den viktiga Adelgatan i nära anslutning till hamnporten. Här uppförde han fram till 1524 ett av de mera påkostade borgarhusen i Norden. Jörgen Kocks hus finns ännu bevarat i Malmö, om än invändigt kraftigt ombyggt. Tomten upptog en större del av kvarteret och hit lät han flytta också myntverkstaden.
Kungens fiender under ledning av hans farbror Fredrik I belägrade under en lång tid Malmö och till slut, i början av 1524, fick Jörgen kapitulera. Han fick behålla sin borgmästaretitel och även myntningsverksamheten. Den nye kungen fick själv låna 1.500 mark av Jörgen vilket givetvis var en bra affär för borgmästaren. I augusti kom Gustav Vasa till Malmö för att under en vecka fredsförhandla med danskar och tyskar. Kungen bodde då hemma hos Jörgen. Han uppskattade sin värd så mycket att Jörgen, när Gustav Vasas förstfödde son Erik skulle döpas, var en av faddrarna. Den 15 augusti 1526 adlades Jörgen Kock av danske kungen.
Under Kocks driftiga ledning kom Malmö att uppleva en verklig storhetstid. Kock tillät lutherska predikanter att predika i Malmö och staden blev därigenom under slutet av 1520-talet en av de viktiga platserna för den lutherska reformationsrörelsen i Danmark. Han inlät sig i vittfamnande planer att i anslutning till Lübeck hävda borgerskapet intressen och få Malmö och Köpenhamn upphöjda till ett slags fria riksstäder. 
1533 dog den danske kungen Fredrik I. Protestanterna i landet fruktade att katolicismen skulle återinföras och Köpenhamn och Malmö inledde därför ett samarbete. Man tog också kontakt med den lybske borgmästaren Jürgen Wullenwever och detta blev upptakten till ett tre år långt inbördeskrig i Danmark, Grevefejden. Till en början såg det lovande ut, men i januari 1535 vände sig lyckan. När Kock i spetsen för borgarfanor från Malmö och Landskrona drog mot adelns och svenskarnas förenade trupper vid Helsingborg, led han ett förintande nederlag och undkom själv med knapp nöd. På våren belägrades Malmö, och Kock tvingades innan Malmö kapitulerade att ge sig över till Köpenhamn. Till slut kapitulerade även Köpenhamn. För att inte bli avrättad tvingades Jörgen att falla på knä på landsvägen utanför staden framför den nye kungen Kristian III. 
Jörgen Kock vann snabbt kungens gunst men avsattes som borgmästare. Redan 1537 lyckades han återfå sin stora konfiskerade förmögenhet då han genom att ge kungen 12.000 mark till befästandet av Malmöhus vann dennes förtroende. 1540 återinsattes han som borgmästare och behöll detta ämbete till sin död.
Före sin död donerade Jörgen Kock och hans hustru Citze en mycket stor summa pengar till Malmös fattiga. Han och hustrun fick sin gravplats i mittgången av S:t Petri kyrka, mitt framför predikstolen.